# Negroni
El negroni és un còctel fet amb una part de ginebra, una de vermut negre
i una tercera de bíter, normalment Campari. És considerat un aperitiu, un combinat per a abans de dinar per tal d'estimular la gana. Sol servir-se amb glaçons en gots de vidre amples de cul pla. Es pot guarnir amb pela de taronja i amb un toc de llimona.

## Història
L'origen del negroni és disputat. Algunes fonts l'atribueixen al comte cors Pascal Olivier de Negroni, mentre que d'altres afirmen que el creador és el comte florentí Camillo Negroni. Els qui l'atribueixen al primer afirmen que el negroni fou inventat a Florència l'any 1919. Aquest comte tenia el costum de prendre al Cafè Casoni un Americano (un còctel també a base de Campari). Per tal de canviar, proposà al bàrman, Fosco Scarelli, d'enfortir l'aperitiu fent servir els mateixos ingredients, suprimint-ne l'aigua amb gas i afegint-hi la ginebra, beguda que havia descobert a Londres.
L'èxit fou immediat: tots els clients del Café Casoni volien tastar aquest «Americano amb ginebra». El bàrman Fosco Scarelli tingué la idea de donar-li el nom de l'inventor, «Negroni», per tal d'honorar el comte i d'abreujar el nom massa llarg d'«Americano amb ginebra». El combinat feu aviat la volta al món i s'imposà com un dels grans còctels internacionals.

## Preparació
- ½ unça (1/3 part) de biter o licor Campari
- ½ unça (1/3 part) de Vermut vermell
- ½ unça (1/3 part) de ginebra
- 5 cubs de gel

El còctel ha de preparar-se en el mateix got i porta glaçons de gel, però mai picat ni molt, perquè el Negroni no ha d'aigualir-se. Per aquesta mateixa raó, les begudes han de servir-ja fredes per endavant, per tal que el gel no es fongui ràpidament i embruti la beguda. Es pot afegir unes gotes de llimona per potenciar el sabor, sobretot de la ginebra. La recepta original se servia amb una rodanxa de taronja a la vora del got o també es col·loca una espiral de pela de llimona dins el got. El seu preu aproximat és de 2 € (1,96 dòlars).
El got clàssic per a un Negroni és l'anomenat Old Fashioned, un got baix i ample; i les parts dels licors han de ser exactament iguals, ja que més ginebra del compte donaria un gust excessivament fort i alcoholitzat, mentre que un excés de vermut endolciria en excés el Negroni.
Hi ha una variant més suau que substitueix la ginebra per Cava o Champagne anomenada Negroni Sbagliato (que significa "Negroni incorrecte").